# Площа Республіки Хорватія

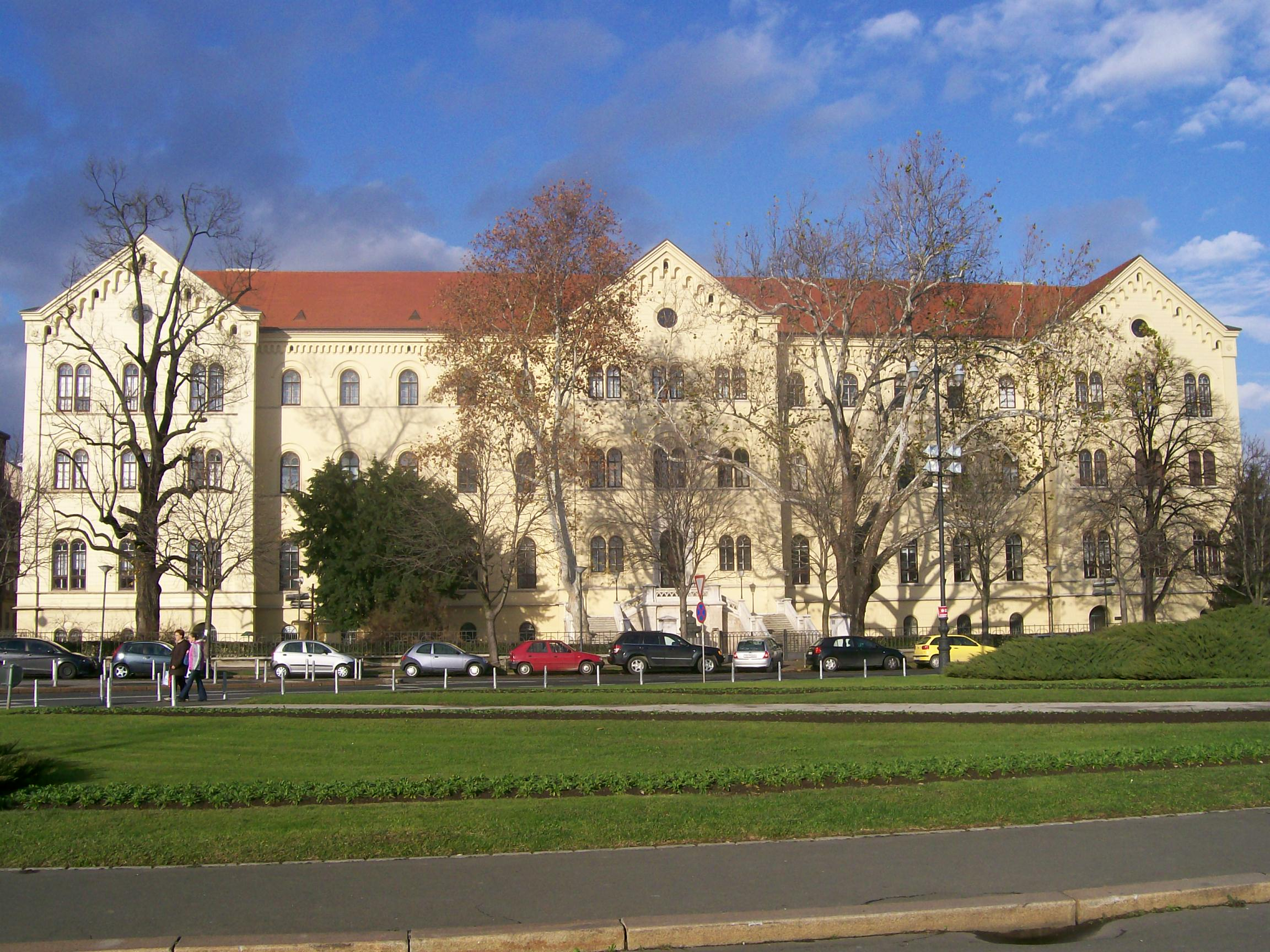
Юридичний факультет Загребського університету (1856)

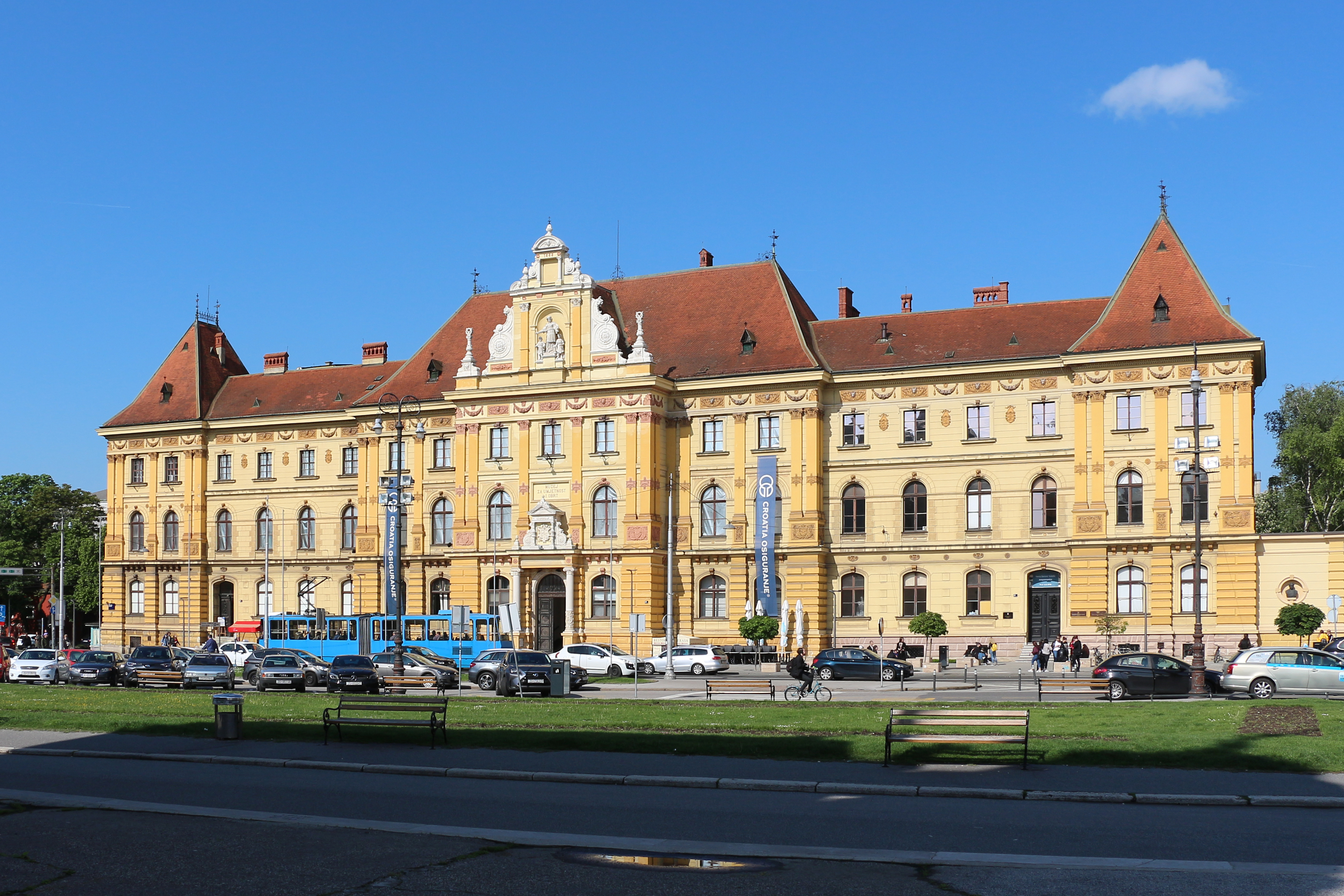
Музей мистецтв і ремесел (1880)

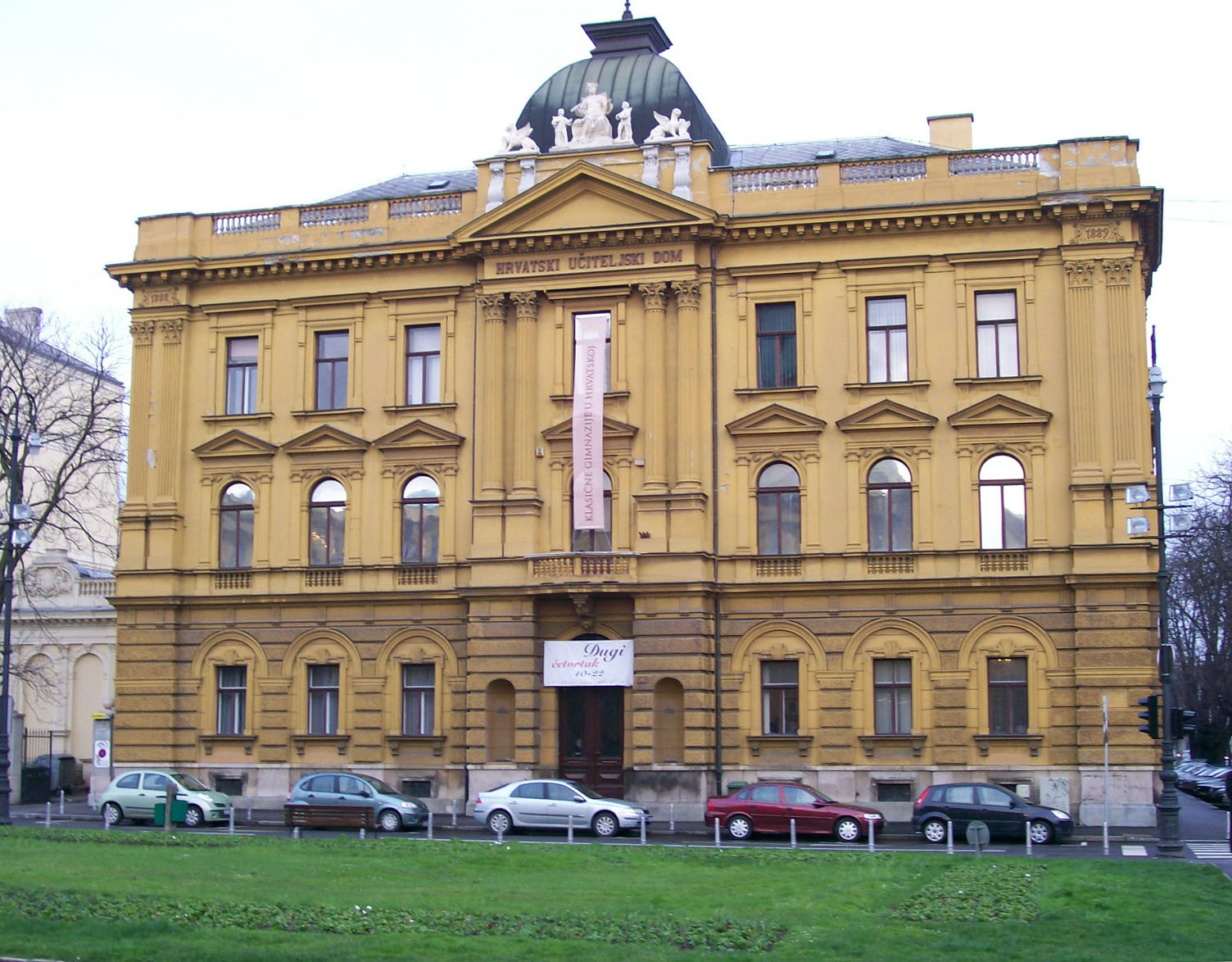
Хорватський шкільний музей (1889)

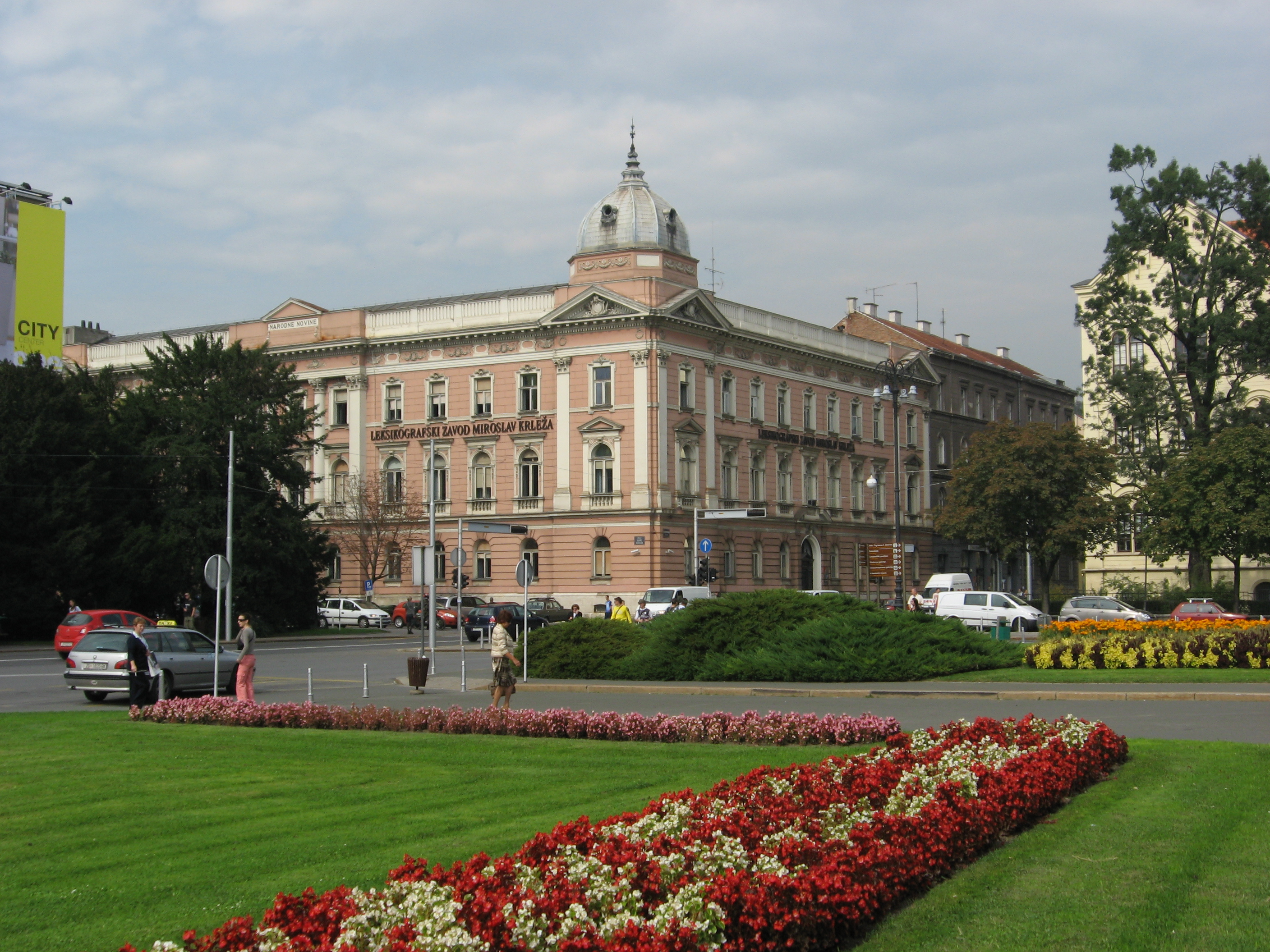
Лексикографічний інститут ім. Мирослава Крлежі (1891)

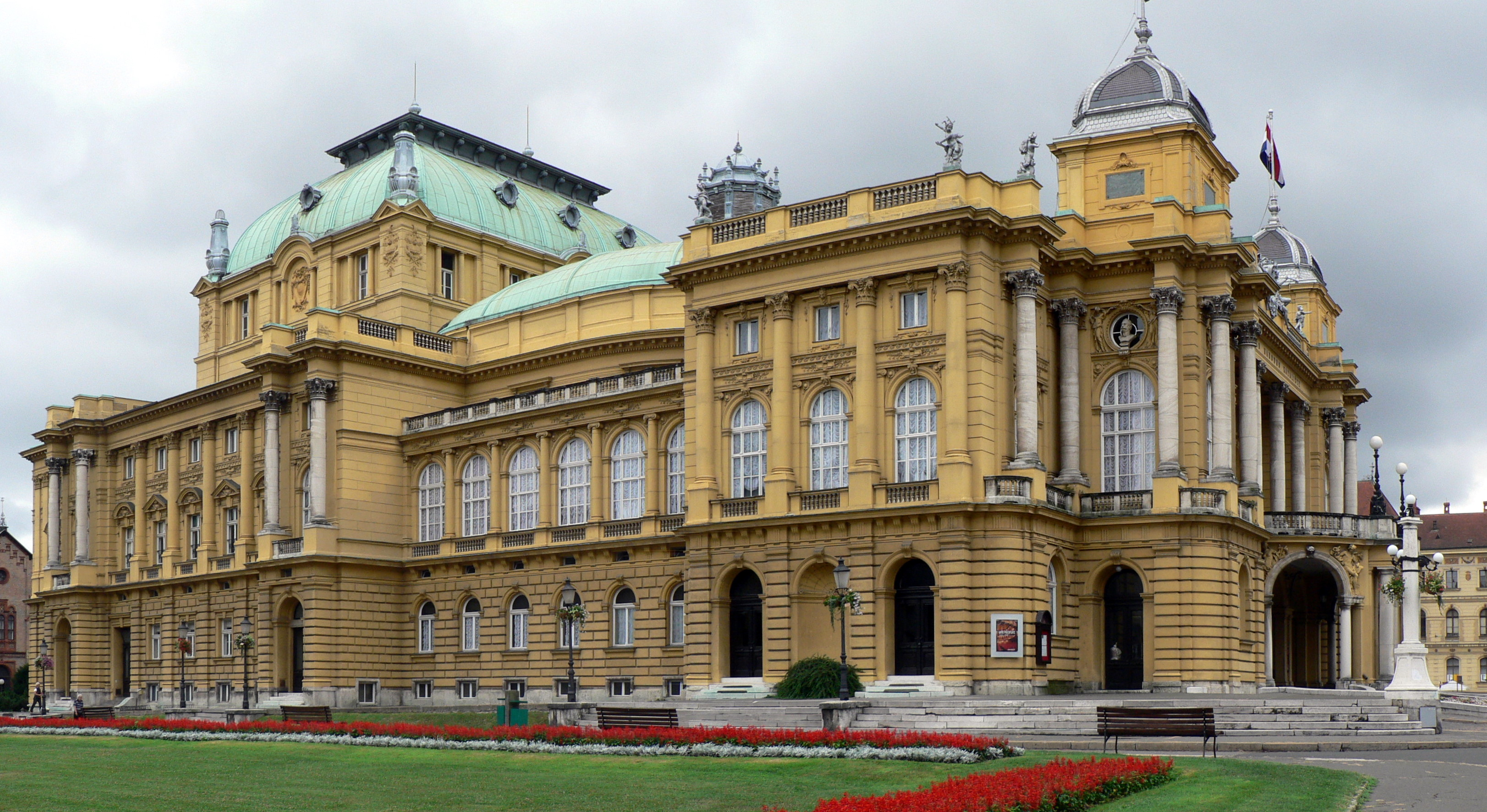
Хорватський національний театр (1895)

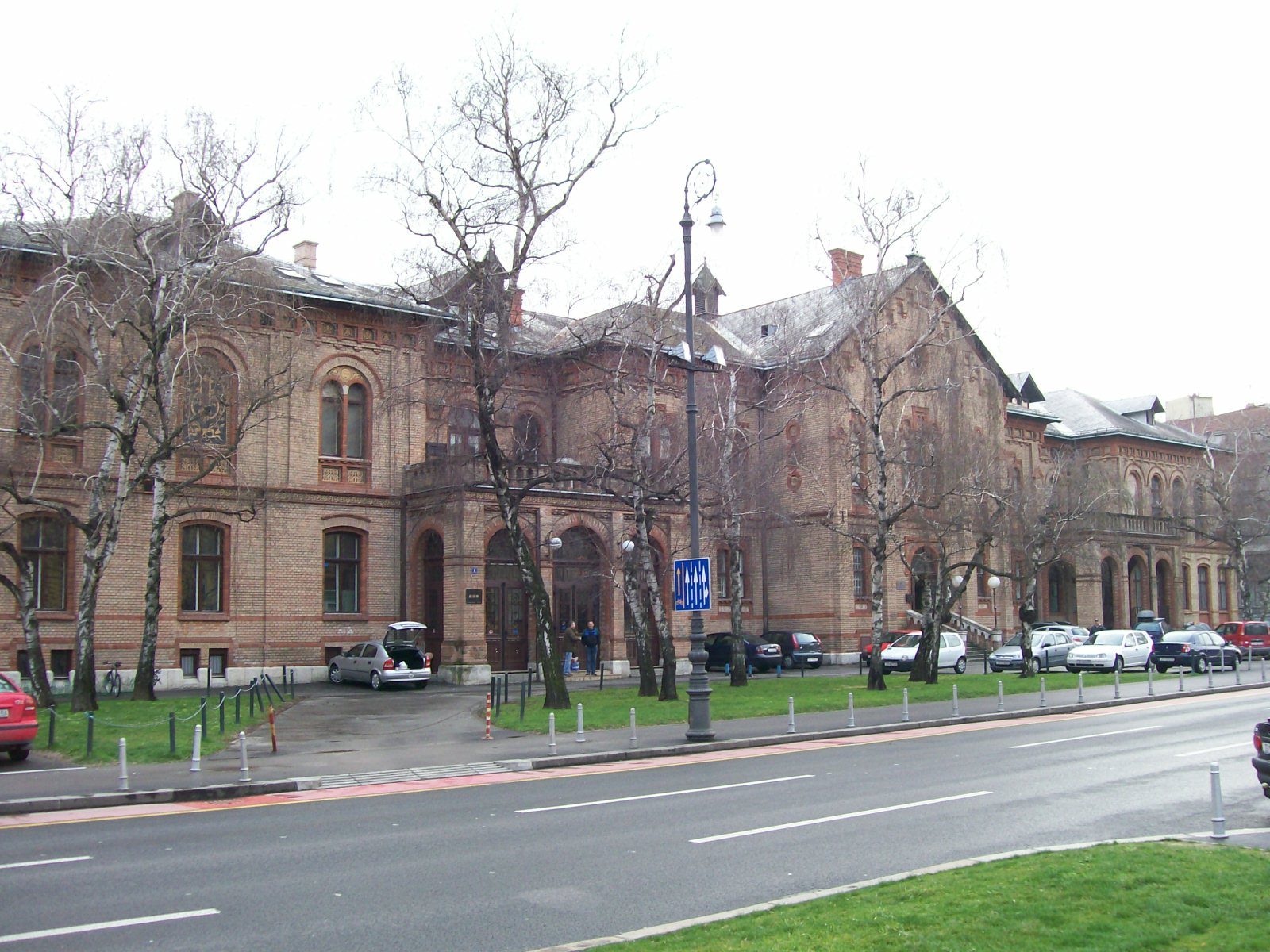
Академія драматичного мистецтва Загребського університету

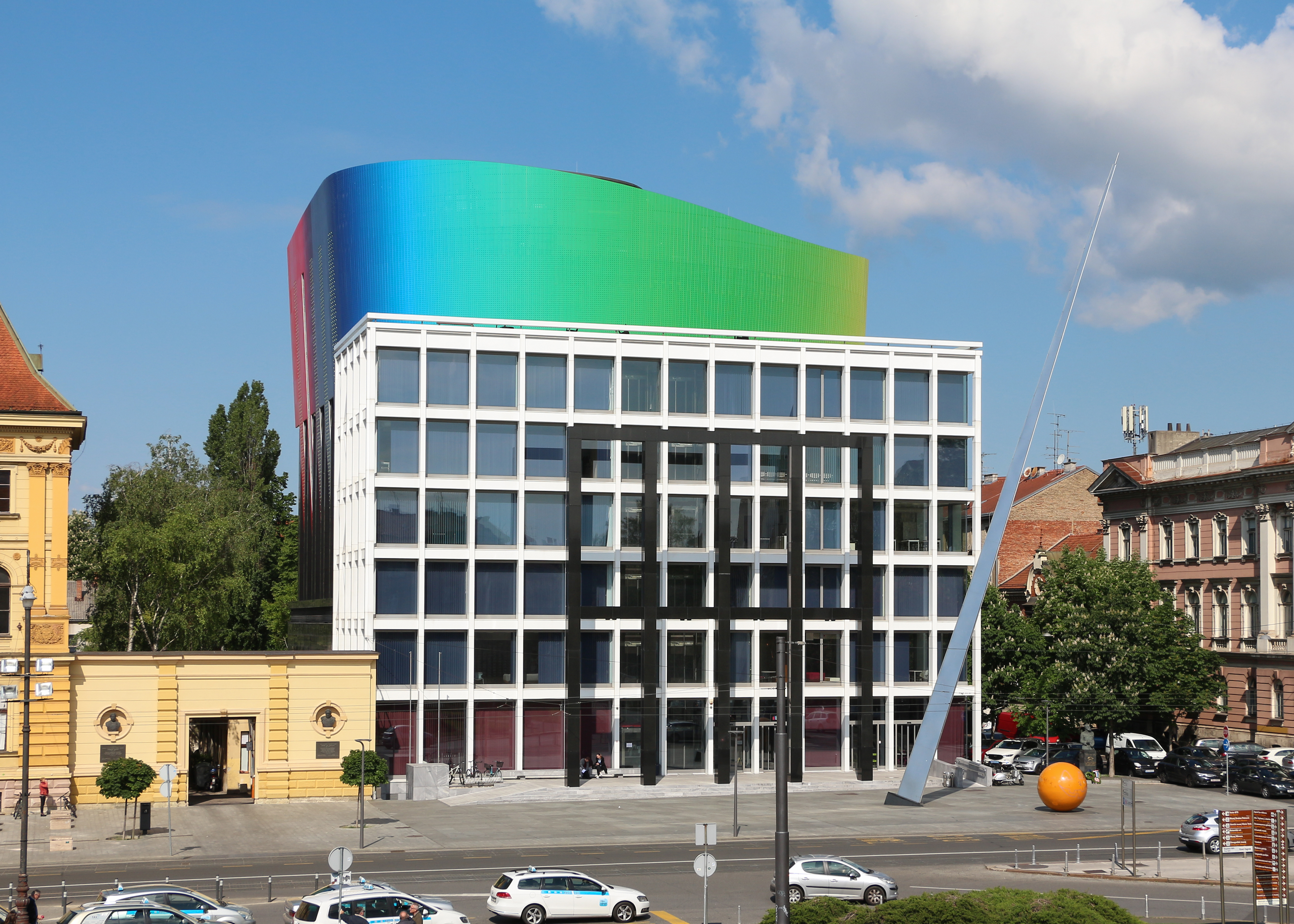
Академія музики Загребського університету

Площа Республіки Хорватія (хорв. Trg Republike Hrvatske) — один із найбільших міських майданів столиці Хорватії Загреба, який іноді також називають «найкрасивішою площею Загреба». Розташована у центральному районі Нижнє місто. Перша в ряду трьох площ, які утворюють західне крило так званої «Зеленої підкови» (хорв. Zelena potkova), або «підкови Ленуці» (хорв. Lenucijeva potkova), що охоплює сім площ загребського Нижнього міста і обрамлює історичне ядро столиці. Західне крило цього підковоподібного поясу майданів і парків, спроєктованого наприкінці XIX століття інженером Міланом Ленуці, утворюють площі Республіки Хорватія, Мажуранича і Марулича, а східне крило — площі короля Томислава, Штросмаєра і Ніколи Шубича Зринського; обидва крила поєднує Ботанічний сад.
Центральна будівля площі — Хорватський національний театр. На площі розташовані кілька культурних та освітніх закладів і містяться кілька визначних скульптур.
Сучасна площа утворилася у проміжку від 1856 року (коли на її північній стороні було збудовано колишню лікарню Дочок милосердя) до 1964 року (коли на західній стороні звели будівлю «Ферімпорту»). Однак більшість будинків, які виходять на площу, було споруджено наприкінці XIX ст. в архітектурному стилі «історизм». Серед них — одні з найкрасивіших і найбільших громадських будівель Загреба.

## Колишні назви
З огляду на те, що це одна з найвизначніших площ Загреба, її назву часто змінювали, іноді на догоду політичним обставинам відповідного часу. Остання зміна сталася 2017 року, коли групи громадян лобіювали чергове перейменування на тій підставі, що Йосип Броз Тіто — негативна історична постать через його причетність до багатьох смертей під час правління його комуністичного режиму.
Нижче наведено повний список назв, які мала площа упродовж своєї історії.
- 1878–1888: Sajmišni trg (Ярмарковищна [Архівовано 25 липня 2020 у Wayback Machine.] площа)
- 1888–1919: Sveučilišni trg (Університетська площа)
- 1919–1927: Wilsonov trg (Площа Вудро Вілсона)
- 1927–1941: Trg kralja Aleksandra I. (Площа короля Олександра I)
- 1941–1945: Trg I. (Площа № 1)
- 1945–1946: Kazališni trg (Театральна площа)
- 1946–2017: Trg maršala Tita (Площа Маршала Тіто)
- З 2017: Trg Republike Hrvatske (Площа Республіки Хорватія)

### Перипетії з останньою зміною назви
Попередня назва площі роками була предметом публічних дискусій, а головний аргумент за зміну назви полягав у тому, що Йосип Броз Тіто як комуністичний диктатор відповідав за смерть десятків тисяч людей, що не погодилися з тоталітарним режимом, який він очолював. До того ж під командуванням Тіто партизанські підрозділи під назвою «Лайбек міліціонери» після закінчення Другої світової війни скоїли в Загребі злочини (Грачани, Подслєме тощо).
У лютому 2008 близько 2000 протестувальників, одягнутих у червоні фартухи, зібралися на площі Маршала Тіто, вимагаючи перейменування площі на Театральну. В цей час близько 200 прибічників маршала Тіто скупчилися на протилежному кінці площі. Поліція завадила цим двом групам зіштовхнутися одна з одною, а мер Загреба Мілан Бандич відзначив, що для зміни назви площі немає історичних підстав. Однак у червні 2017 року той самий мер, підбадьорений ініціативою деяких правих депутатів Загребської міської скупщини щодо зміни назви, заявив, що він би радив перейменувати площу і що нова назва буде «площа Республіки Хорватія». Площу офіційно перейменувала міська скупщина Загреба 31 серпня/1 вересня 2017. Це рішення підтримали 29 із 51 депутата — серед них представники партії Бруни Есіх і Златка Гасанбеговича «Незалежні за Хорватію», партії «Бандич Мілан 365 — Партія праці та солідарності», ХДС і ХСЛП.